# Портнов, Сергей Иванович
Сергей Иванович Портнов (1906—1997) — советский военачальник, генерал-майор (1958).

## Биография
Родился в 1906 году в городе Ейске Российской империи, ныне Краснодарского края. До службы в армии работал кочегаром на мукомольной мельнице в с. Ставрово Одесской области.

### Военная служба

#### Межвоенный период
25 августа 1925 г. добровольно поступил в Одесскую пехотную школу. Член ВКП(б) с 1926 года. После её окончания в сентябре 1928 г. направлен в 33-й стрелковый полк 11-й Ленинградской стрелковой дивизии ЛВО, где проходил службу командиром стрелкового и учебного взводов, стрелковой и учебной рот. С переформированием дивизии в 11-й механизированный корпус в январе 1934 г. назначен командиром 1-й учебной роты 34-й механизированной бригады. С апреля 1934 г. командовал стрелковой ротой в 33-й стрелково-пулеметной бригаде этого же корпуса в Ленинграде. С марта 1935 г. — пом. начальника, затем начальник штаба батальона, с февраля 1938 г. — пом. начальника 1-й (оперативной) части штаба бригады в составе 11-го, затем 7-го механизированных корпусов. В мае 1938 г. капитан С. И. Портнов назначен командиром стрелково-пулеметного батальона 33-й стрелково-пулеметной бригады. 11 октября 1938 г. уволен в запас. 9 февраля 1939 г. восстановлен в кадрах РККА и назначен командиром батальона 274-го стрелкового полка 24-й Самаро-Ульяновской железной стрелковой дивизии ЛВО. С августа 1939 г. — начальник штаба 168-го стрелкового полка этой же дивизии. В его составе участвовал в Советско-финляндской войне 1939—1940 гг. Указом ПВС СССР от 25 апреля 1940 г. награждён орденом Красного Знамени. В октябре 1940 г. дивизия была переведена в ЗапОВО (г. Воложин).

#### Великая Отечественная война
С началом войны дивизия в составе 21-го стрелкового корпуса Западного фронта вступила в оборонительные бои в районе г. Лида и прочно удерживала рубеж обороны вплоть до 29 июня 1941 г. Затем вела бои в окружении в Минском УРе. Пройдя 700 км по тылам противника, её остатки 17 июля вышли из окружения в районе г. Мозырь. После этого майор был назначен начальником оперативного отдела штаба 67-го стрелкового корпуса, который в составе 21-й армии Западного, Центрального (с 26 июля) и Брянского (с 25 августа) фронтов вел оборонительные бои под Рогачевом и Жлобином. С 6 сентября 1941 г. корпус в составе армии был передан Юго-Западному фронту и участвовал в Киевской оборонительной операции. С 29 сентября Портнов назначен начальником оперативного отдела группы войск по обороне Харькова. С 12 декабря он вступил в должность зам. начальника оперативного отдела штаба 61-й армии Юго-Западного фронта и участвовал с ней в наступательных операциях на болховском и орловском направлениях. Затем её войска в составе Брянского (с 24 декабря) и Западного (с 13 января 1942 г.) фронтов вели оборонительные бои южнее и юго-западнее Белева, прикрывая калужское и тульское направления. В конце февраля 1942 года Портнов направлен в СибВО в г. Красноярск, где 1 марта вступил в командование 318-й стрелковой дивизией. Со 2 июня 1942 по 11 апреля 1944 г. находился в правительственной командировке по спецзаданию Генштаба Красной армии в Китае. По возвращении направлен в распоряжение 11-й гвардейской армии 3-го Белорусского фронта на должность начальника штаба 1-й	гвардейской стрелковой дивизии. Участвовал с ней в Белорусской, Минской и Вильнюсской наступательных операциях. После завершения последней с 4 августа по 10 сентября подполковник Портнов временно командовал 1-й гвардейской стрелковой дивизией. В октябре был переведен на должность начальника отдела боевой подготовки 11-й гвардейской армии. Участвовал с ней в наступательных боях на подступах к Восточной Пруссии, с января 1945 г. — в Инстербургско-Кенигсбергской наступательной операции. В ходе последней в районе Кенигсберга 30 января 1945 г. получил тяжелое осколочное ранение и до октября находился на лечении в госпитале.

#### Послевоенное время
В октябре 1945 г., после излечения, полковник Портнов был назначен начальником отдела вузов Особого военного округа (г. Кенигсберг). В марте 1946 г. округ был преобразован в 11-ю гвардейскую армию в составе ПрибВО, а Портнов был утвержден в ней в прежней должности. С декабря исполнял должность старшего офицера по боевой подготовке отдела боевой и физической подготовки армии. С декабря 1948 по февраль 1950 г. проходил подготовку на курсах усовершенствования командиров стрелковых дивизий при Военной академии им. М. В. Фрунзе, затем был назначен начальником штаба 26-й гвардейской стрелковой Восточно-Сибирской Городокской Краснознаменной ордена Суворова дивизии в г. Гусев. С мая 1954 г. — начальник ПВО 11-й гвардейской армии ПрибВО. 25 марта 1959 г. уволен в запас. Указом Президента Российской Федерации от 31 декабря 1996 г. генерал-майор в отставке Портнов награждён орденом Жукова. Скончался, 10 августа 1997 года, в Ульяновске.

## Награды
- орден Жукова (31.12.1996)
- орден Ленина (17.05.1951)[2]
- четыре ордена Красного Знамени (25.04.1940, 12.02.1945, 06.05.1946[2], 30.12.1956[2])
- орден Кутузова II степени (04.07.1944)
- орден Отечественной войны 1-й степени (06.04.1985)
- орден Красной Звезды (03.11.1944)[2]
- медали, в том числе:
  - «За оборону Киева»
  - «За победу над Германией в Великой Отечественной войне 1941—1945 гг.»
  - «За взятие Кёнигсберга»
  - «Ветеран Вооружённых Сил СССР»
- знак «50 лет пребывания в КПСС»

Почётный гражданин
Портнов Сергей Иванович был избран почётным гражданином города: Лиды (1966)